# 성복중학교
성복중학교(星福中學校)는 대한민국 경기도 용인시 수지구 성복동에 있는 공립 중학교이다.

## 학교 연혁
- 2002년 1월 19일 : 성복중학교 30학급 설치
- 2002년 3월 2일 : 초대 신도섭 교장 취임, 성복중학교 개교 (2,3학년 36명)
- 2002년 3월 4일 : 제1회 입학식 (95명)
- 2003년 2월 14일 : 제1회 졸업식 (7명)
- 2022년 3월 1일 : 제8대 김기군 교장 취임
- 2024년 1월 5일 : 제22회 졸업식(281명) (총 5,596명)

## 참고 자료
- 성복중학교 - 한국교육학술정보원 학교알리미